# EX-308
La EX-308 es una carretera de titularidad de la Junta de Extremadura. Su categoría es local. La denominación oficial es   EX-308 , de Azuaga a límite de provincia de Córdoba.

## Historia de la carretera
Es la antigua   BA-144  cuya nomenclatura cambió a   EX-308  al redefinirse la Red de Carreteras de Extremadura en 1997.

## Inicio
Tiene su origen en la localidad de Azuaga.

## Final
El final está en el límite de provincia de Córdoba.

## Trazado, localidades y carreteras enlazadas
La longitud real de la carretera es de 18.760 m, de los que la totalidad discurren en la provincia de Badajoz.
Su desarrollo es el siguiente:
| P. K.           | HITO                                |
| --------------- | ----------------------------------- |
| 0+000           | Inicio: Azuaga                      |
| 0+000 - 0+880   | Travesía de Azuaga                  |
| 1+500           | Intersección BA-017 (Cardenchosa)   |
| 1+530           | Intersección BA-018 (Malcocinado)   |
| 4+280 - 4+290   | Puente sobre el arroyo Jituero      |
| 12+410 - 12+450 | Puente sobre el río Bembézar        |
| 18+700 - 18+710 | Puente sobre el arroyo Argayón      |
| 18+760          | Fin: Límite de provincia de Córdoba |

## Otros datos de interés
(IMD, estructuras singulares, tramos desdoblados, etc.).
La carretera tiene una plataforma de 6 metros, con dos carriles de 3 metros y sin arcenes.
Los datos sobre Intensidades Medias Diarias en el año 2006 son los siguientes:
| P. K.  | IMD | Ligeros | Pesados | % Pesados |
| ------ | --- | ------- | ------- | --------- |
| 3+000  | 163 | 142     | 22      | 10,1      |
| 15+000 | 106 | 93      | 13      | 12,0      |

## Evolución futura de la carretera
La carretera se encuentra acondicionada dentro de las actuaciones previstas en el Plan Regional de Carreteras de Extremadura.